# H.O. Martinek
H.O. Martinek (24 de mayo de 1877 – 1 de abril de 1935) fue un director y actor cinematográfica francés, activo en la época del cine mudo.

## Biografía
Nacido en el mar durante una travesía rumbo a Estocolmo, Suecia, se inició en el mundo del espectáculo siendo todavía un niño, actuando en espectáculos circenses y en el music hall.
Su carrera como actor y director comenzó en el año 1909 en el Reino Unido, y duró solamente seis años, hasta 1915. 
En 1909 rodó Three-Fingered Kate: Her Second Victim, the Art Dealer, segundo episodio de un serial de gran éxito, e interpretado por su mujer, Ivy Martinek, una artista circense convertida en actriz. En los dos años siguientes, Martinek rodó otros cuatro episodios del serial, que contaba con un total de siete títulos. 
Finalmente, en su trayectoria en el cine dirigió casi un centenar de filmes, actuando en casi una treintena, trabajando habitualmente para la British and Colonial Films, compañía productora londinense con la que había empezado su carrera.
H.O. Martinek falleció en Southend-on-Sea, Inglaterra, en 1935, a causa de un tuberculosis.

## Filmografía completa

### Director
- Shipmates (1909)
- Her Lover's Honour (1909)
- Three-Fingered Kate: Her Second Victim, the Art Dealer (1909)
- The Professor's Twirly-Whirly Cigarettes (1909)
- Drowsy Dick's Dream (1909)
- The Baby, the Boy, and the Teddy Bear (1910)
- A Deal in Broken China (1910)
- Three-Fingered Kate: Her Victim the Banker (1910)
- What Happened to the Dog's Medicine (1910)
- Wanted a Bath Chair Attendant (1910)
- The Butler's Revenge (1910)
- Playing Truant (1910)
- The Kid's Kite (1910)
- A Plucky Lad (1910)
- A Cheap Removal (1910)
- Trust Those You Love (1910)
- The Tables Turned (1910)
- His Master's Voice (1910)
- When Women Join the Force (1910)
- Three-Fingered Kate: The Episode of the Sacred Elephants (1910)
- The Artist's Ruse (1910)
- Only Two Little Shoes (1910)
- Marie's Joke with the Flypapers (1910)
- Lost, a Monkey (1910)
- Drowsy Dick Dreams He's a Burglar (1910)
- The Prehistoric Man (1911)
- Billy's Book on Boxing (1911)
- A Tangle of Fates (1911)
- Her Father's Photograph (1911)
- The Misadventures of Bill the Plumber (1911)
- Giles' First Visit to London (1911)
- Accidents Will Happen (1911)
- Wanted, Field Marshals for the Gorgonzola Army (1911)
- The Wild, Wild Westers (1911)
- The Sacred '?' Elephant (1911)
- The Plum Pudding Stakes (1911)
- A Comrade's Treachery (1911)
- Quits (1911)
- A Noble Revenge (1911)
- The King's Peril (1911)
- A Soldier's Honour (1911)
- The Puritan Maid (1911)
- The Old Gardener (1912)
- The Battalion Shot (1912)
- Two Bachelor Girls (1912)
- Yiddle and His Fiddle (1912)
- The Gentleman Ranker (1912)
- Three-Fingered Kate: The Case of the Chemical Fumes (1912)
- The Bliggs Family at the Zoo (1912)
- A Deal in Crockery (1912)
- Her Bachelor Guardian (1912)
- Dora (1912)
- Autumn Roses (1912)
- Three-Fingered Kate: The Pseudo-Quartette
- Lieutenant Daring and the Plans of the Minefields (1912)
- Don Q and the Artist (1912)
- Don Q, How He Treated the Parole of Gevil Hay (1912)
- Don Q, How He Outwitted Don Luis (1912)
- A Child, a Wand and a Wish (1912)
- The First Chronicles of Don Q: The Dark Brothers of the Civil Guard (1912)
- Lily of Letchworth Lock, codirigida con Percy Moran (1912)
- Sagacity Versus Crime (1913)
- In the Grip of Death (1913)
- Stock Is as Good as Money (1913)
- With Human Instinct (1913)
- Signals in the Night (1913)
- His Maiden Aunt (1913)
- The Antique Vase (1913)
- Jobson's Luck (1913)
- The Sanctimonious Spinsters' Society (1913)
- The Chaplet of Pearls (1913)
- Reub's Little Girl (1913)
- The Nest on the Black Cliff (1913)
- The Mystery of the Old Mill (1914)
- The Hidden Witness (1914)
- The Friend in Blue (1914)
- A Warm Reception (1914)
- Black Roderick the Poacher (1914)
- The Rajah's Tiara (1914)
- The Power to Kill (1914)
- The Cornor House Burglary (1914)
- A Desperate Stratagem (1914)
- The Stolen Masterpiece (1914)
- The False Wireless (1914)
- In the Grip of Spies (1914)
- Harry the Swell (1915)
- The Clue of the Cigar Band (1915)
- The Deadly Model (1915)
- At the Torrent's Mercy
- The Octopus Gang (1915)
- The Ingrate (1915)
- Jim the Scorpion (1915)
- Glastonbury Past and Present

### Actor
- Her Lover's Honour, de H.O. Martinek (1909)
- The Artist's Ruse, de H.O. Martinek (1910)
- Wanted, Field Marshals for the Gorgonzola Army, de H.O. Martinek (1911)
- The Wild, Wild Westers, de H.O. Martinek (1911)
- The Sacred '?' Elephant, de H.O. Martinek (1911)
- The Plum Pudding Stakes, de H.O. Martinek (1911)
- Yiddle and His Fiddle, de H.O. Martinek (1912)
- The Undergraduate's Visitor, de Charles Raymond (1912)
- The Winsome Widow, de Charles Raymond (1912)
- Lieutenant Daring Quells a Rebellion, de Charles Raymond (1912)
- The Mountaineer's Romance, de Charles Raymond (1912)
- From Cowardice to Honour, de Charles Raymond (1912)
- Don Q, How He Treated the Parole of Gevil Hay, de H.O. Martinek (1912)
- The Antique Vase, de H.O. Martinek (1913)
- Sagacity Versus Crime, de H.O. Martinek (1913)
- The Nest on the Black Cliff, de H.O. Martinek (1913)
- The Mystery of the Old Mill, de H.O. Martinek (1913)
- The Hidden Witness, de H.O. Martinek (1914)
- The Friend in Blue, de H.O. Martinek (1914)
- Black Roderick the Poacher, de H.O. Martinek (1914)
- A Desperate Stratagem, de H.O. Martinek (1914)
- The Stolen Masterpiece, de H.O. Martinek (1914)
- The False Wireless, de H.O. Martinek (1914)
- In the Grip of Spies, de H.O. Martinek (1914)
- Harry the Swell, de H.O. Martinek (1915)
- The Clue of the Cigar Band, de H.O. Martinek (1915)
- The Deadly Model, de H.O. Martinek (1915)

### Guionista
- Her Lover's Honour, de H.O. Martinek (1909)
- The Old Gardener, de H.O. Martinek (1912)